# Zpětný odkup akcií
Zpětný odkup akcií (anglicky share repurchase, také share buyback nebo stock buyback) je opětovné nabytí vlastních akcií společností. Představuje alternativní a ve vztahu k dividendám flexibilnější způsob vracení peněz akcionářům.
Akciová společnost, která vytváří zisk, o němž se rozhoduje, jak jej bude investovat, může zvolit formu zpětného odkupu akcií např. v případě, kdy považuje své akcie za podhodnocené. Tím, že skoupí část emise svých akcií, sníží jejich dostupnost na trhu a vytvoří tak podmínky pro růst jejich hodnoty a tím pro zvýšení hodnoty celé firmy. V důsledku toho také dochází k nárůstu výnosu na akcii. Investorům však nelze doporučit automaticky nakupovat akcie společností, které v nedávné době zpětný odkup akcií provedly. Před nákupem takových akcií je v každém případě dobré provést detailní analýzu a odhalit tak silná a slabá místa společnosti, o nákupu jejíž akcií investor uvažuje. Jestliže jsou výsledky takové analýzy pozitivní, může být skutečnost, že se firma chystá provést buyback jen dalším důvodem investici realizovat.